# 自體肺動脈瓣移植術

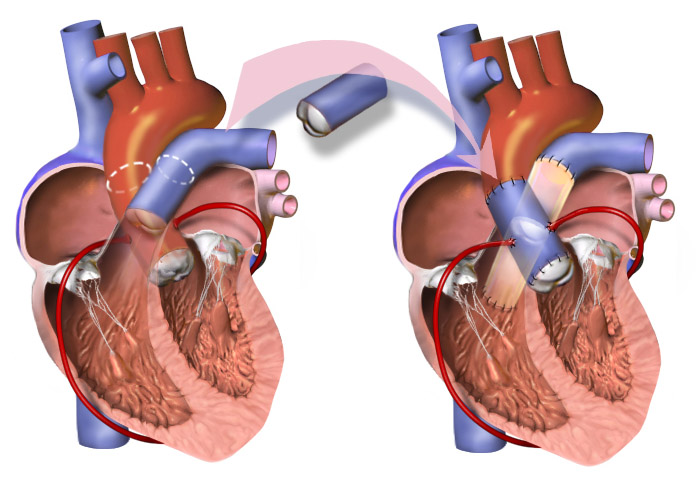

Ross手术（自体肺动脉瓣移植术）是一种心脏外科手术，将患者自身的肺动脉瓣替代病变的主动脉瓣。同种异体的肺动脉瓣（从尸体上获取）而后用来替代患者自身的肺动脉瓣。自体肺动脉移植术已经成为婴儿及儿童患者的选择，但是手术用于成人仍存在争议。

## 历史
英国心脏外科的先驱者唐纳德·罗斯（Donald Ross）医生在1962年提出此项手术，并在1967年首次开展。Ross手术也因此命名。

## 优点/缺点

### 优点
- 免于血栓栓塞，无需使用抗凝药物
- 瓣膜随着患者成长而长大（例如儿童）
- 良好的血液动力学
- 瓣膜内不含异源性物质

### 缺点
- 单一的瓣膜病变（主动脉瓣）当作双瓣膜病变治疗（主动脉瓣及肺动脉瓣）

## 肺动脉瓣置换
对于Ross手术最大的异议在于，除了主动脉瓣病变，还有源于肺动脉瓣的病变。而支持者认为，生物瓣植入肺动脉瓣区后，心功能不全的进展将是缓慢的，而且由于右心较低的压力，患者可较好地承受心功能不全。肺动脉瓣区的同种异体移植是成功的（80%的患者在术后20年内免于再次手术），在所观察的发病及死亡病例中，很少与同种异体移植物的功能不全常相关。
同种异体移植物（主动脉瓣或肺动脉瓣）应该是精心选择的; 没有瓣膜能和肺动脉瓣起完全一样作用。许多同种异体瓣膜经环氧乙烷或照射消毒──这些方法会给瓣膜性能带来有害影响。自体肺动脉瓣移植术中，更多的是使用新鲜的同种异体瓣膜。 如今，同种异体瓣膜通过低温进行保存。